# Río Wolf (Tennessee)

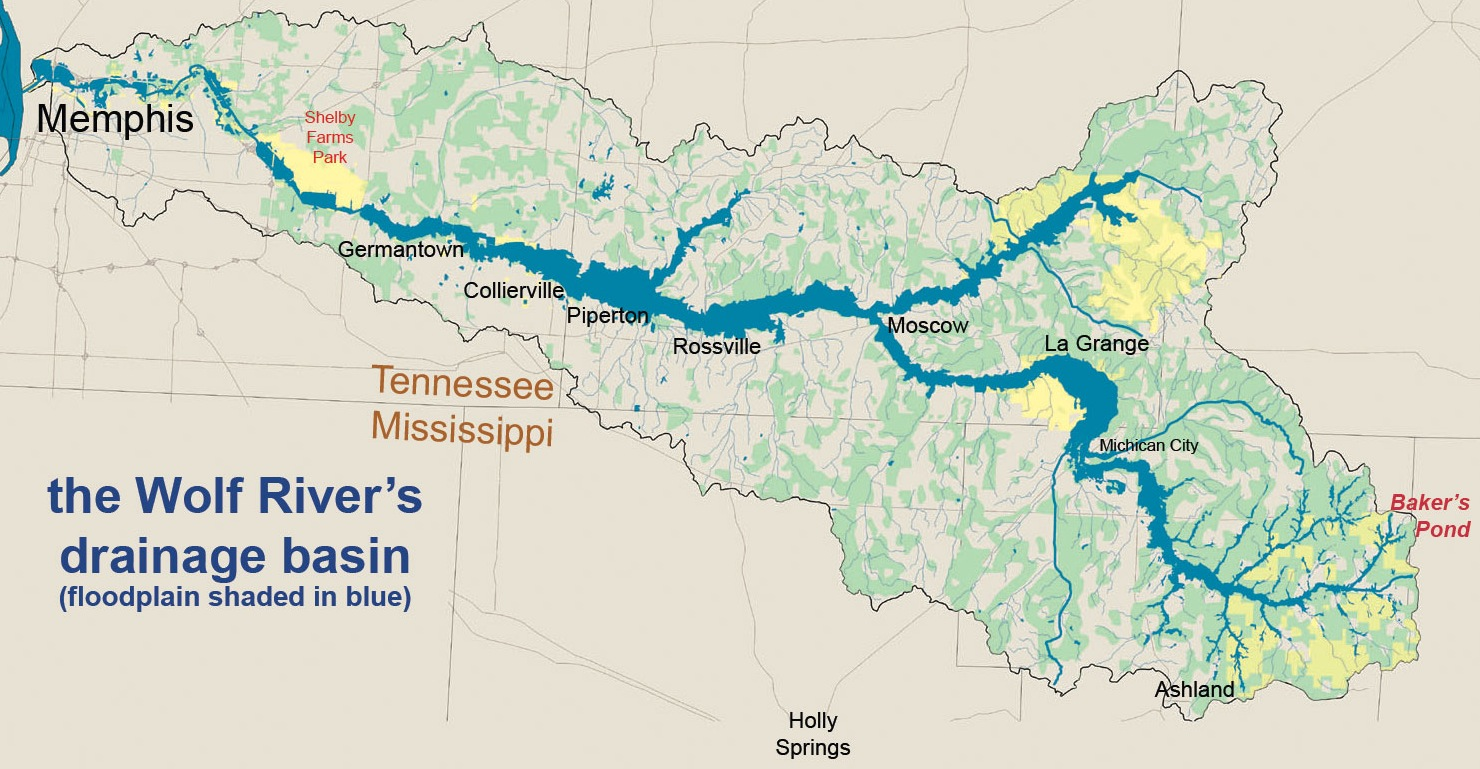
Recorrido del río Wolf.

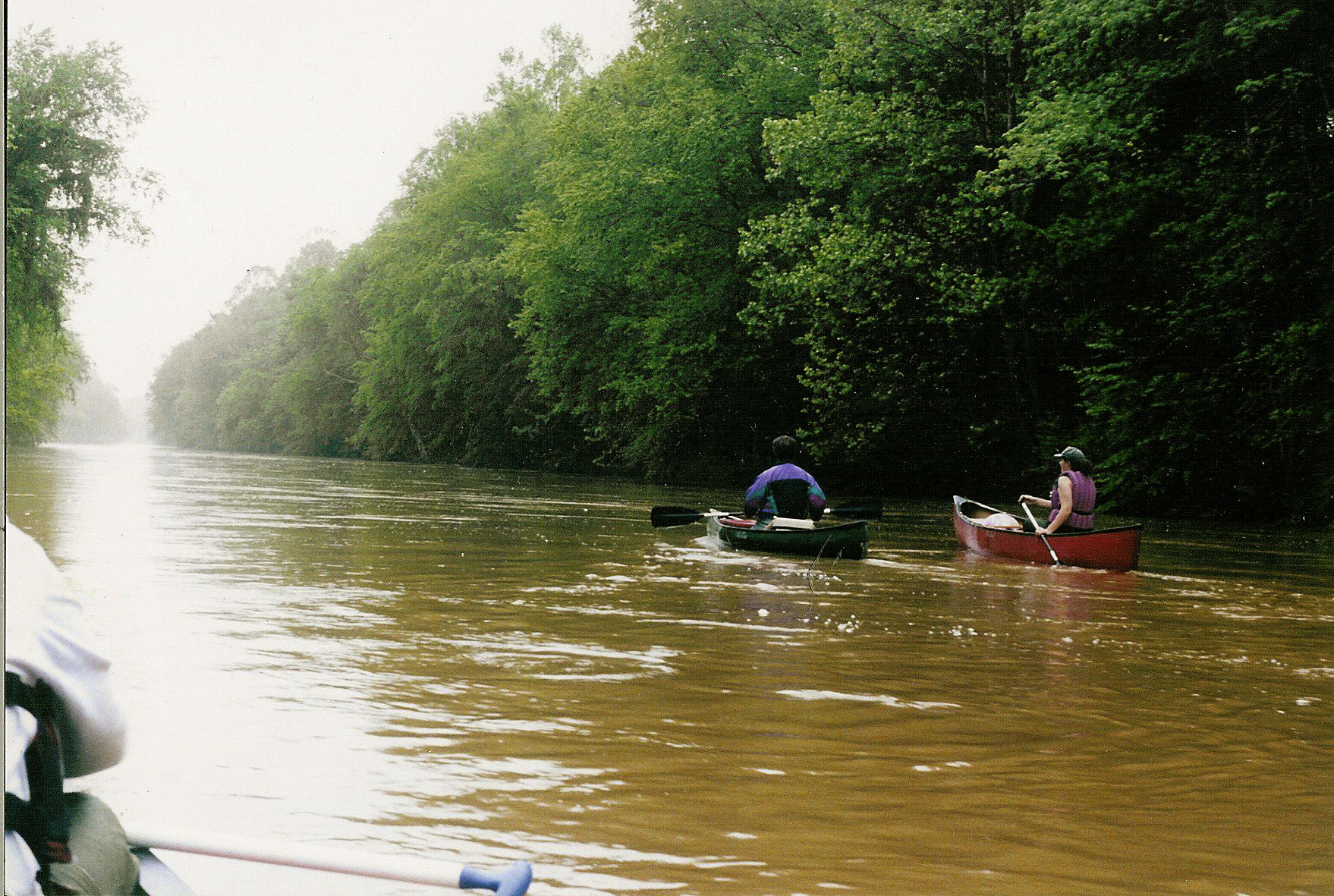

El río Wolf (del inglés: Wolf River) es un pequeño río sedimentario en el oeste de Tennessee y el norte de Misisipi, cuya afluencia con el río Misisipí ha sido cuna de varias comunidades y fuertes chickasaw, francesas, españolas que posteriormente se han convertido en Memphis. Cabe destacar que en este río murió ahogado el cantante estadounidense Jeff Buckley en 1997.
El 11 de septiembre de 1997 el presidente Bill Clinton designó este río como uno de los catorce que integran el sistema de ríos del patrimonio estadounidense.

## Hidrografía
El río Wolf crece en el Bosque de Holly Springs National Forest (Holly Springs National Forest) at Baker's Pond en el Condado de Benton, Misisipi, al norte de Ashland, y fluye al sudoeste hasta Tennessee, cruzando una gran parte de Memphis y el norte y este del Condado de Shelby, antes de desembocar en el río Misisipi cerca del norte de Mud Island, al norte del corazón de Memphis.

### Poblaciones
listadas en orden desde el origen hasta la desembocadura
- Ashland, Misisipi
- Canaan, Misisipi
- Michigan City, Misisipi
- La Grange, Tennessee
- Moscow, Tennessee
- Rossville, Tennessee
- Piperton, Tennessee
- Collierville, Tennessee
- Germantown, Tennessee
- Bartlett, Tennessee
- Raleigh, un antiguo asentamiento del condado de Shelby, Tennessee, incorporado desde hace tiempo a Memphis.
- Memphis, Tennessee

## Fauna y flora
El área del río Wolf es hogar de cérvidos, nutrias, visones, gatos monteses, zorros, coyotes, pavos y una gran variedad de aves acuáticas. También se han observado migraciones de águilas pescadoras, garzas blancas y águilas calvas a lo largo de este río.
En Tennessee hay récord estatales de árboles ubicados en sus bosques situados en terrenos bajos, incluyendo una Ninfa de Agua (Nyssa sylvatica) que posee 5,18 m de circunferencia. Otras maderas duras incluyen Fresno verde (Fraxinus pennsylvanica), Arce rojo americano (Acer rubrum), Roble castaño del pantano (Quercus michauxii), Ninfa de Agua (Nyssa sylvatica), y el majestuoso ciprés calvo o de los pantanos (Taxodium distichum). Las plantas con flores nativas incluyen a flores del cardenal (Lobelia cardinalis), Ironweed (Vernonia altissima), Iris del pantano o de Luisiana (Iris spp.), falsa salicaria (Ludwigia polycarpa), Nenúfar de flor amarilla (Nuphar advena y Nuphar lutea), rosa palustre (Rosa palustris), Phlox azul (Phlox divaricata) y Cardamomo bulboso (Cardamime bulbosa).
Veinticinco especies de mejillones de agua dulce (Unionidae) se han documentado. Su dependencia del buen estado en la calidad del agua los hace vulnerables a la contaminación.
Un creciente número de estas especies de plantas y animales se pueden encontrar en los tramos urbanos de la cuenca del río Wolf en Memphis, a medida que el legado de la acción comunitaria y la Clean Water Act favorece la regeneración lentamente de la sección degradada en las aguas situadas más abajo.

## Historia
Se estima que el río Wolf tiene alrededor de 12.000 años. Se formó por el corrimiento del Glaciar del Medio Oeste, que dio lugar al blando suelo aluvial de la región. El río Wolf es uno de los muchos ríos en el oeste de Tennessee y Misisipi que motivaron a los Chickasaw a llamar la región "la tierra que pierde" (literalmente: gotear, perder, dejar pasar el agua).

## Beneficios públicos reconocidos
Según la Wolf River Conservancy (Organización por la Conservación del Río Wolf), el río Wolf beneficia al Centro-sur de Estados Unidos de cuatro formas diferentes:
- Control de la erosión e inundaciones: Durante lluvias fuertes, la planicie aluvial (en inglés: floodplain) y los humedales (en inglés: wetland) del río Wolf contienen temporalmente las crecidas. Cuando éstos se llenan por el desarrollo, el río pierde estas válvulas naturales, causando incrementos en la velocidad del río y el caudal de la riada. Sin la planicie aluvial adecuada, las inundaciones y la erosión amenazan las propiedades, los transportes y las vidas.
- Calidad del agua: El área metropolitana de Memphis y otras comunidades del centro-sur reciben agua potable de un acuífero subterráneo puro bajo la Cuenca del Río Wolf. Los humedales del Río Wolf contienen el agua el suficiente tiempo como para que sea absorbida por el terreno y sirven como filtro natural para purificar el agua contaminada antes de que ésta alcance el acuífero.
- Hábitat salvaje: En Wolf River conviven una variedad de animales y aves acuáticas. Aves migratorias como Águila pescadora (Pandion haliaetus), garza real (Ardea cinerea) y el águila calva (Haliaeetus leucocephalus) se han visto a lo largo del río también.
- Recreo de bajo impacto: Mientras que la civilización siempre ha rodeado la planicie aluvial del Río Wolf, la huella de sus humedales y tierras bajas proporcionan a los habitantes del centro-sur una experiencia escénica de vivencia salvaje desde el Holly Springs National Forest hasta Memphis. Excursionistas, corredores, ciclistas, palistas y otros deportistas experimentan la naturaleza en el río o cerca de él cada día.

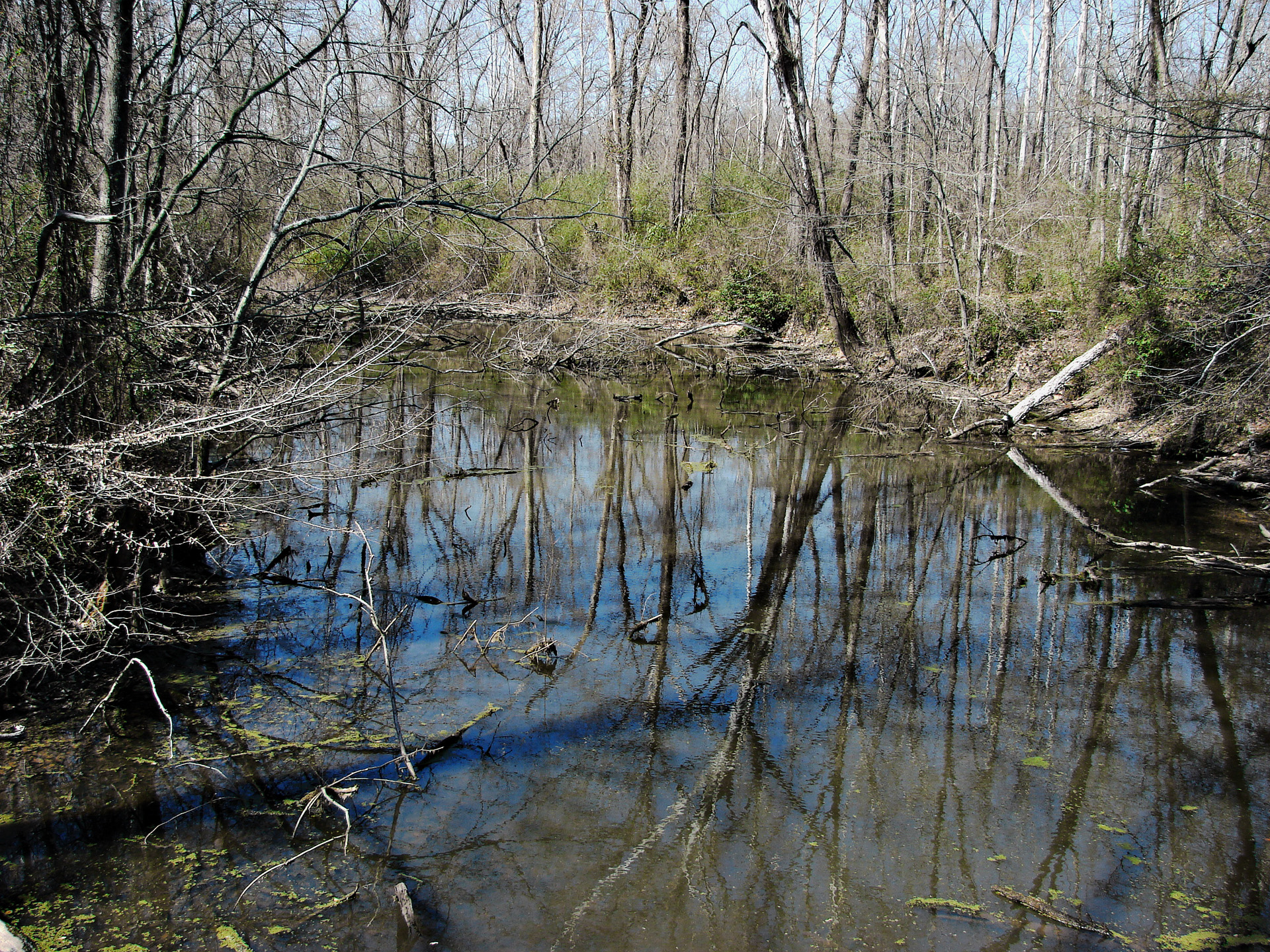
Side-channel at Germantown, Tennessee